# 이수인 (1941년)
이수인(李壽仁，1941년 4월 29일 ~ 2000년 6월 10일)은 대한민국의 정치학자이며 정치인이다.

## 출생
아버지 이충영과 어머니 강금복 사이에서 태어났다. 어머니는 농업경제학자 강정택의 여동생이다. 아버지는 변호사였고 한국전쟁 당시 납북되었다. 법학자 이수성의 동생이다.

## 학력
- 서울고등학교 졸업
- 서울대학교 문리과대학 정치학 학사

## 생애
서울대학교 정치학과 학사 학위를 거쳐 동 대학원 경제학과 석사 과정을 나온 그는 영남대학교 정치외교학과 교수로 재직하던 중 1980년 5.17 군사쿠데타 후 해직되었다. 해직교수협의회 회장을 역임하고 민주화를 위한 전국교수협의회 창립에 주도적으로 참여하였다. 한국정치연구회 회장, 13대(평화민주당, 전라남도 영광·함평, 보궐)와 15대(통합민주당, 전국구) 국회의원을 역임하였으며, 교육과 사립학교 문제에 관심이 많아 "사학재단 부정부패 개혁백서"를 펴내고 전교조합법화에 힘썼다. 15대 국회 중 여당의 노사정위원회법 통과에 협조한 것을 이유로 한나라당(통합민주당과 신한국당이 합당하여 생긴 정당)으로부터 제명되었다.

## 저서
이수인의 사망 후 '이수인 선생을 생각하는 모임'에서 유작을 정리하여 3권의 책을 펴내었다. 1970년대부터 작성되었으나 미출간된 선생의 논문을 모은 '민족주의와 민주주의의 정치학', 두 번째 책은 1990년 영광, 함평 보궐선거를 통해 정치에 입문한 즈음부터 2000년 삶을 마감할 때까지 쓴 글을 모은 것이며, 세 번째 책은 '이수인, 신의와 헌신으로 살다'로 지인의 회상과 이수인의 어머니에 대한 회상 등이 담겨져 있다.

## 역대 선거 결과
|  | 75.38% |

|  | 11.2% |

## 소속 정당
| 소속 정당 | 소속 정당    | 소속 기간 | 비고      |
| --------- | ------------ | --------- | --------- |
|           | 평화민주당   | 1990~1991 | 정계 입문 |
|           | 신민주연합당 | 1991      | 당명 변경 |
|           | 민주당       | 1991~1995 | 합당      |
|           | 통합민주당   | 1995~1996 | 합당      |
|           | 민주당       | 1996~1997 | 당명 변경 |
|           | 한나라당     | 1997~1999 | 합당      |
|           | 무소속       | 1999~2000 | 제명 사망 |

## 같이 보기
- 함평군·영광군
- 함평군의 국회의원
- 영광군의 국회의원
- 대한민국 제15대 국회의원 선거 통합민주당 후보 목록#전국구